# Şebnem Ferah
Şebnem Ferah (született 1972. április 12., Yalova) török rockzenész. A Volvox nevű hard rock lányegyüttes énekesnője volt, később szólókarrierbe kezdett.

## Életrajz
Şebnem Ferah 1972. április 12-én született Yalovában; szülei Szkopjéből hazatelepült törökök. Először tanár édesapja tanította, tőle vett szolfézs-órákat és ő tanította meg hangszeren játszani. Szülei révén ismerkedett meg ruméliai népdalokkal, melyeket olyan hangszerekkel kísértek, mint a baglama, a mandolin vagy a zongora.
A Bursa Namık Sözeri bentlakásos középiskola első osztályában kapta élete elő (akusztikus) gitárját. A következő évben barátaival megalapította a Pegasus együttest és kibéreltek egy stúdiót. 1987-ben léptek fel először Bursában egy rockfesztiválon. Nem sokkal később az együttes feloszlott. 1988-ban Şebnem megalakította a Volvox nevű, lányokból álló együttest. (A név a Volvox zöldmoszatfajra utal).
A középiskola elvégzése után az ankarai Orta Doğu Teknik Üniversitesi egyetem közgazdaságtan szakán tanult. Itt találkozott Özlem Tekin-nel, aki csatlakozott az együtteshez. A Volvox több, mint másfél évig nem lépett fel, mert az együttes többi tagja Isztambulban élt. Şebnem ekkor otthagyta az egyetemet és Isztambulba költözött.
Az ország kulturális fővárosának patinás egyetemén, az Isztambuli Egyetemen angol nyelv és irodalmat kezdett hallgatni. Két évig bárokban lépett fel a Volvox-szal. Az együttes 1994-ben feloszlott.
Karrierjében akkor következett be fordulópont, amikor a Volvox egyik dalát játszani kezdte a TRT, az állami televízió és rádió. Sezen Aksu felkérte háttérénekesnek, majd amikor Sezen és Onno Tunç meghallgatták Deli Kızım Uyan (Ébredj, őrült lány) c. dalát, Şebnem lehetőséget kapott egy saját album kiadására. A Kadın (Asszony) c. album 1996-ban jelent meg. Az énekesnőnek tíz stúdióalbuma van.

## Diszkográfia
- Kadın (Raks Müzik) (1996)
- Artık Kısa Cümleler Kuruyorum (Universal) (1999)
- Perdeler (Universal) (2001)
- Kelimeler Yetse (Universal) (2003)
- Can Kırıkları (Pasaj) (2005)
- 10 Mart 2007 İstanbul Konseri (2007)
- Benim Adım Orman (2009)
- Özgürce Yaşa (2011)
- Od (2013)
- Parmak İzi (2018)